# پاپراتنا
پاپراتنا (به صربی: Papratna) یک منطقهٔ مسکونی در صربستان است که در کنگاژواتس واقع شده‌است. پاپراتنا ۱۳ نفر جمعیت دارد.